# EDSAC 2

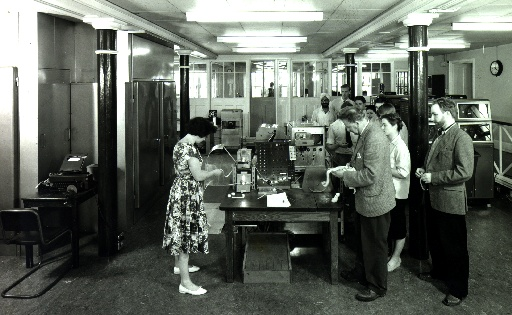
Utilisateurs de l'EDSAC 2 en 1960.

L’EDSAC 2 est un ordinateur à tubes lancé en 1958, successeur de l'Electronic Delay Storage Automatic Calculator à l'Université de Cambridge. C'était le premier ordinateur à avoir une unité de contrôle microprogrammée ainsi qu'une architecture matérielle basé sur le principe de tranche de bits (en) (anglais : bit slicing). Il a été retiré en 1965.